# Kumawu

Kumawu är en ort i södra Ghana. Den är huvudort för distriktet Sekyere Kumawu, och folkmängden uppgick till 13 345 invånare vid folkräkningen 2010.